# گئورگ آنتون فریدریک آست
گئورگ آنتون فریدریک آست (انگلیسی: Georg Anton Friedrich Ast; ۲۹ دسامبر ۱۷۷۸ – ۳۱ اکتبر ۱۸۴۱) فیلسوف، و استاد دانشگاه آلمانی بود.